# Osmia fasciata
Osmia fasciata là một loài Hymenoptera trong họ Megachilidae. Loài này được Latreille mô tả khoa học năm 1811.